# عروس‌غاز

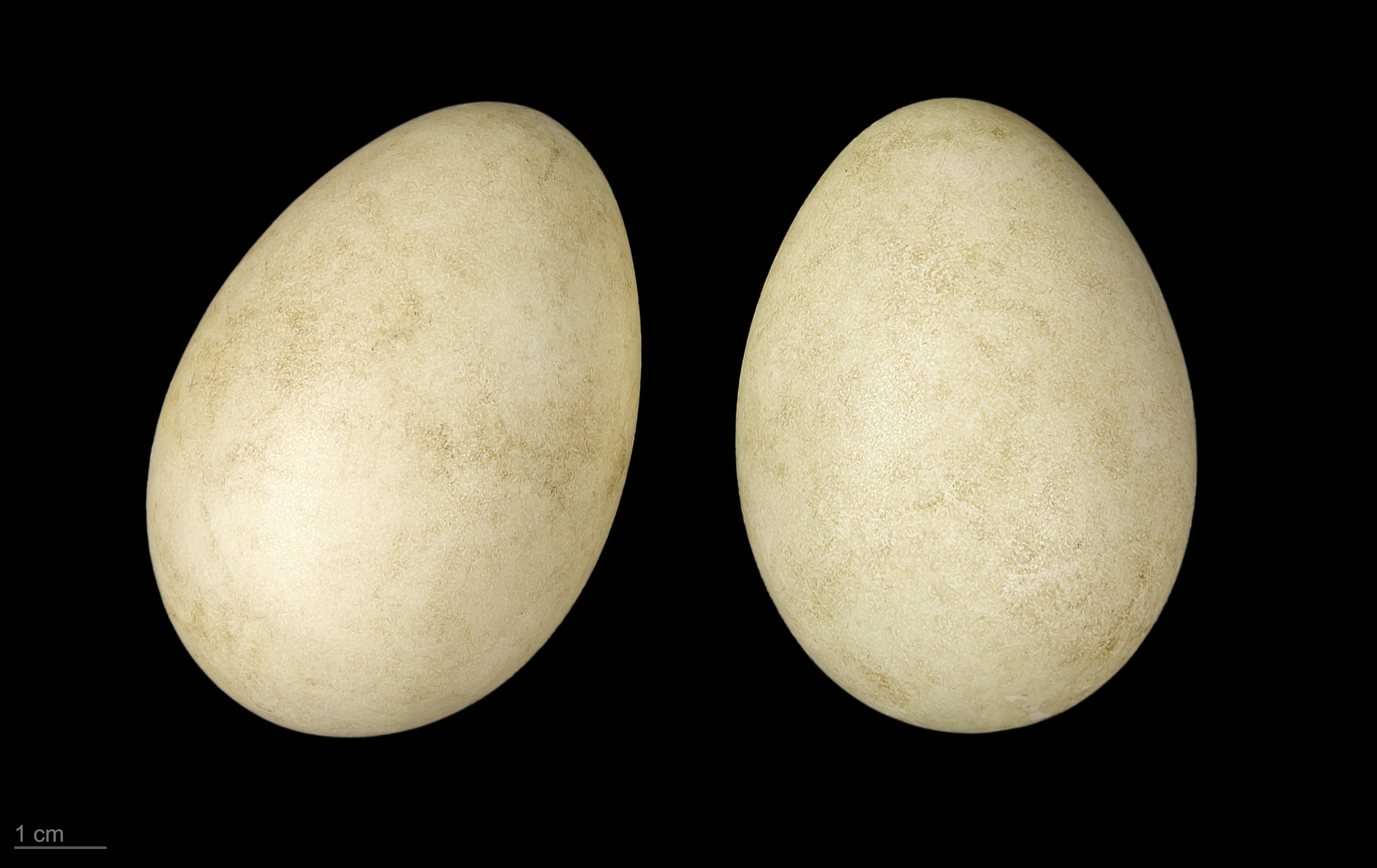
Branta ruficollis

عروس‌غاز یا غاز سینه‌سرخ با نام علمی Branta ruficollis پرنده‌ای آبزی از خانوادهٔ غازسانان است که در مرحله آسیب‌پذیر نسل قرار دارد.

## ویژگی‌ها
عروس‌غاز در مقایسه با دیگر غازها کوچک‌تر است و تقریباً ۵۵ سانتی‌متر طول دارد. بیشتر پرهای پرنده سیاه‌رنگ بوده و تنها در ناحیهٔ گلو، سینه و لکه‌های دو طرف صورت دارای پرهایی به رنگ قرمز بلوطی است. همچنین نوار پهن سفیدرنگی در پهلوها و لکهٔ سفید رنگی در دو طرف صورت پرنده بین چشم و منقار کوچک آن دیده می‌شود.

## پراکندگی
عروس‌غاز بومی کشورهای آذربایجان، آلمان، اتریش، ایران، بلغارستان، دانمارک، گرجستان، یونان، کرواسی، مجارستان، عراق، قزاقستان، مقدونیه رومانی، صربستان، ترکیه، اکراین و ازبکستان است و به‌طور پراکنده در ارمنستان، بلژیک، بوسنی و هرزگووین، چین، قبرس، مصر، فنلاند، فرانسه، گرینلند، هندوستان، ایرلند، اسرائیل، ایتالیا، هلند، نروژ، لهستان، اسلوواکی، اسپانیا، سوئد و پادشاهی متحده دیده می‌شود.

## زیستگاه و تغذیه
عروس‌غاز در نواحی سردسیر شمالی اروپا زاد و ولد کرده و آشیانه‌اش را غالباً در نزدیکی لانهٔ پرندگان شکاری بزرگی همچون بحری می‌سازد تا بدین ترتیب خود را از گزند صیادانی همچون روباه قطبی در امان دارد. این پرنده در زمستان به جنوب اروپا مهاجرت کرده و در دوران زمستان‌گذرانیش از علف، برگ و دانه‌ها تغذیه می‌کند.

## وضعیت بقا
سرشماری‌های انجام‌گرفته در مورد این پرنده بیانگر کاهش جمعیت آن است و بنا بر آخرین سرشماری ۳۷ هزار قطعه عروس‌غاز در دنیا وجود دارد. همین موضوع سبب شده است تا IUCN آن را از سال ۲۰۰۷ تاکنون در فهرست جانوران در خطر انقراض قرار دهد. تغییر وضعیت بقای پرنده از ۱۹۸۸ تا ۲۰۰۷ درجدول زیر آورده شده است:
| سال  | وضعیت بقا     |
| ---- | ------------- |
| ۲۰۰۷ | در خطر انقراض |
| ۲۰۰۶ | آسیب‌پذیر      |
| ۲۰۰۴ | آسیب‌پذیر      |
| ۲۰۰۰ | آسیب‌پذیر      |
| ۱۹۹۴ | آسیب‌پذیر      |
| ۱۹۸۸ | در معرض تهدید |

## در ایران
در گذشته تعداد اندکی عروس‌غاز در زمستان‌ها در حاشیهٔ دریای مازندران، آذربایجان و رودخانه‌های پرآب خوزستان، کرخه و کارون، دیده می‌شده اما به دلیل شکارهای بی‌رویه و تخریب زیستگاه‌های آن چندی است که این پرنده دیگر مشاهده نشده است. بنا بر گزارشی در آبان ۱۳۸۶ تعداد ۴ عدد عروس‌غاز در حوالی دریای مازندران زنده‌گیری شد که در این میان دو پرندهٔ جوان به دلیل شرایط بد نگهداری تلف شدند.

## نگارخانه

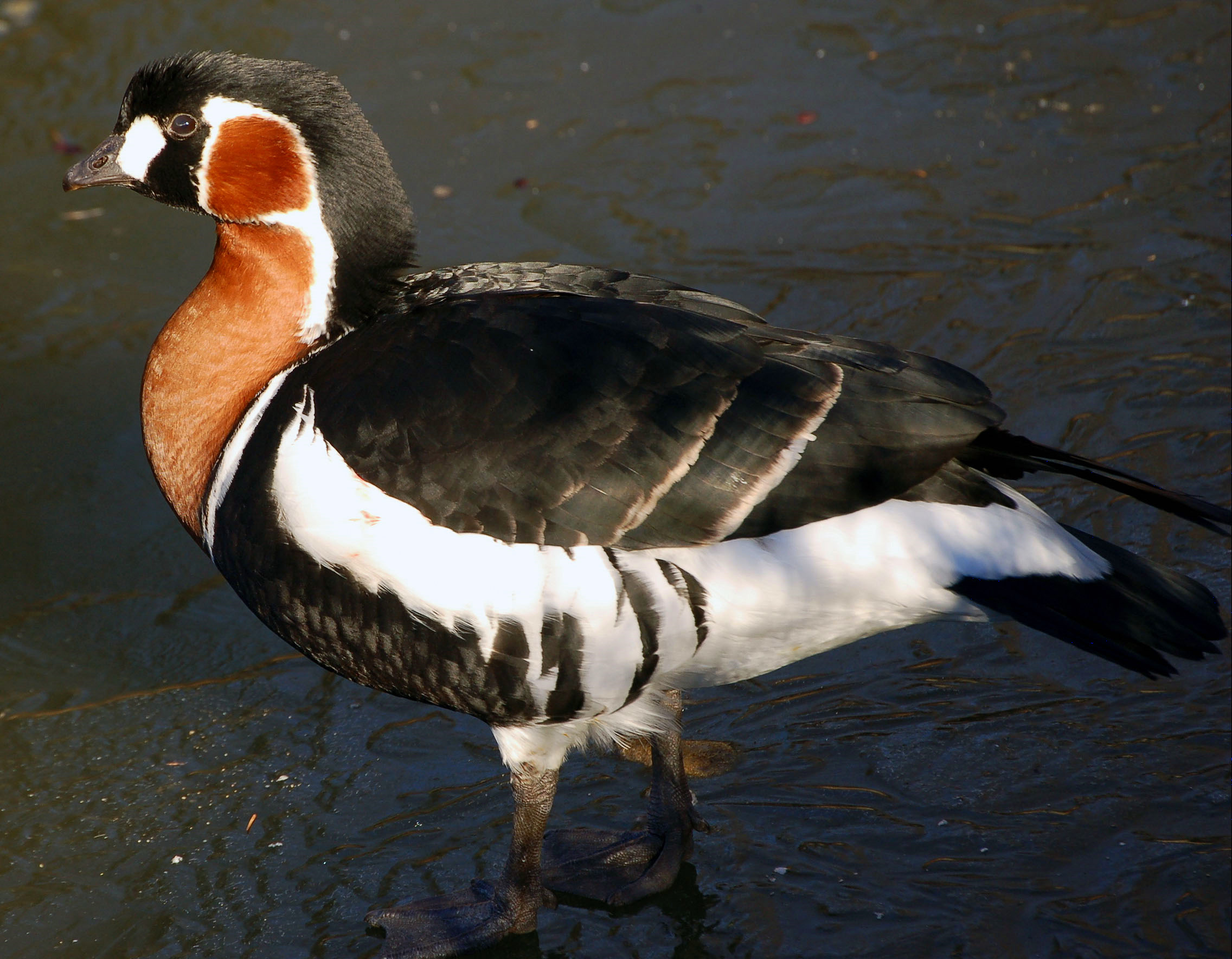
عروس‌غازی در باغ‌وحش فیلادلفیای آمریکا
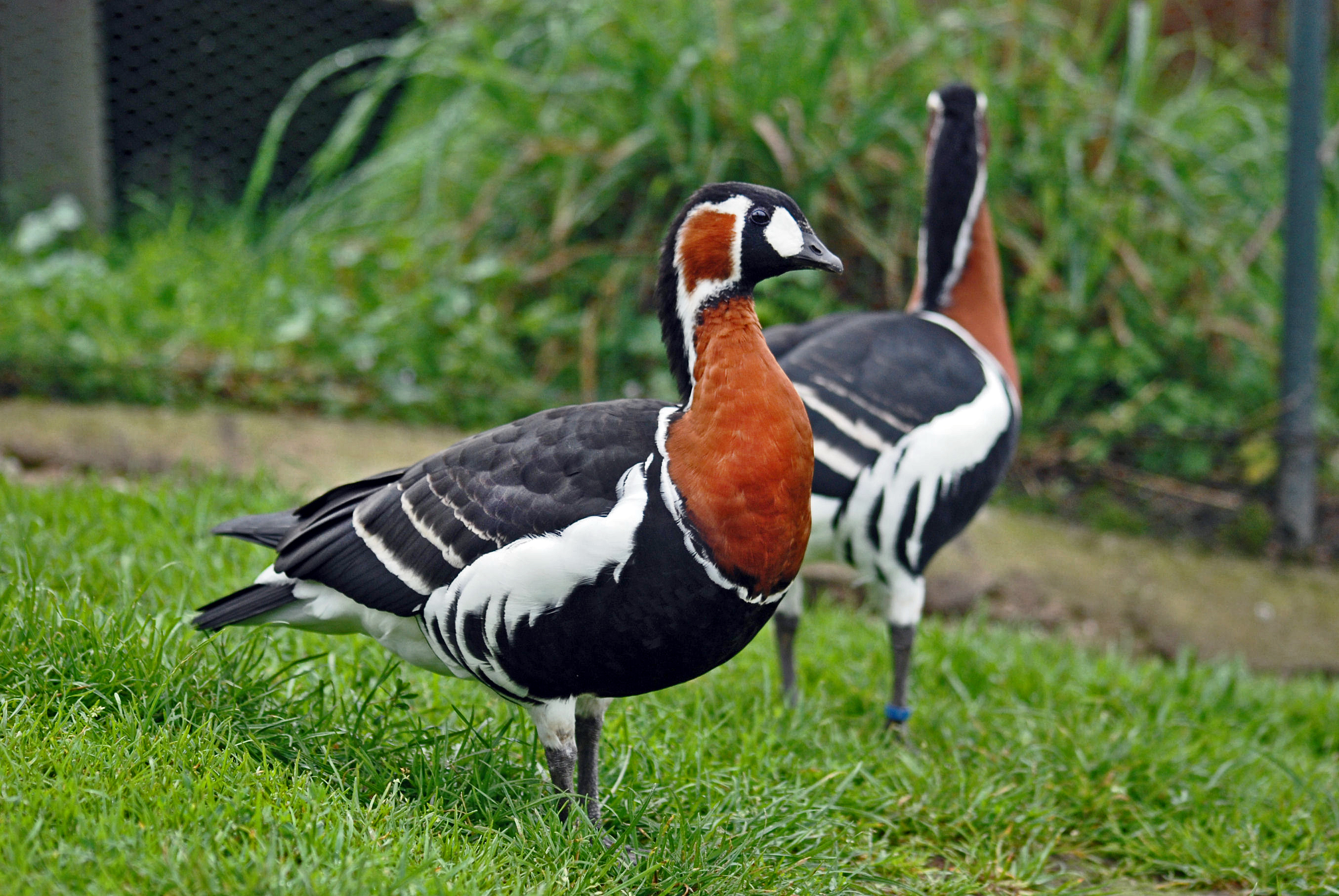
عروس‌غازی در کادزیدووی لهستان
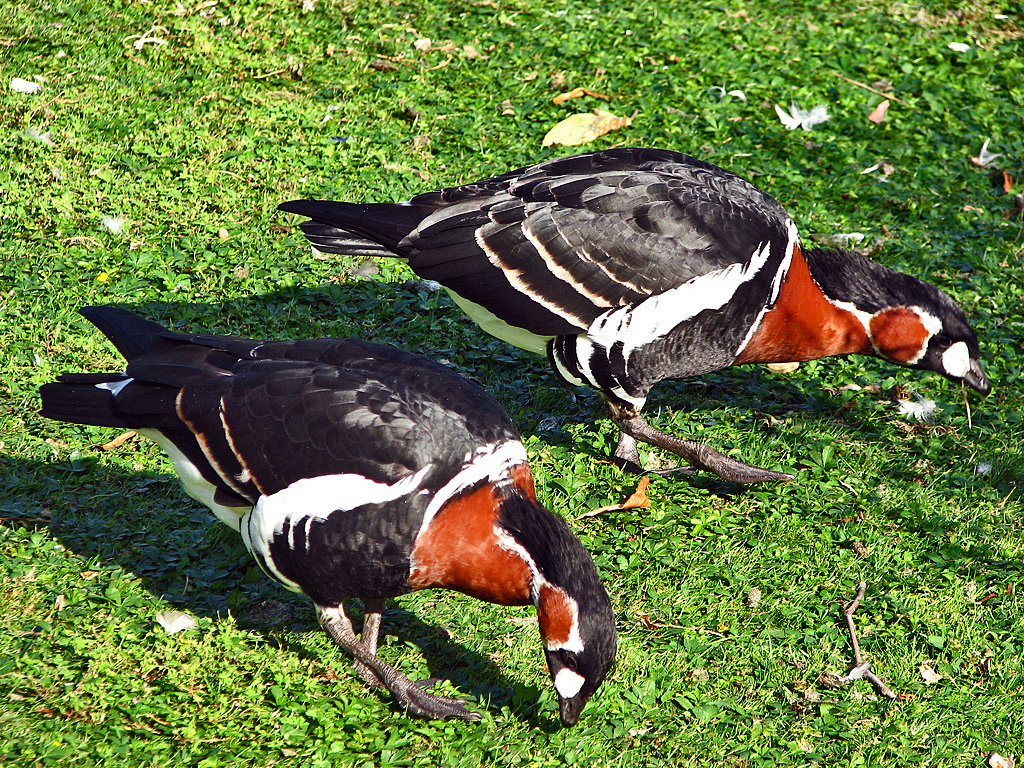
دو عروس‌غاز در پارک سنت جیمز، لندن، انگلستان
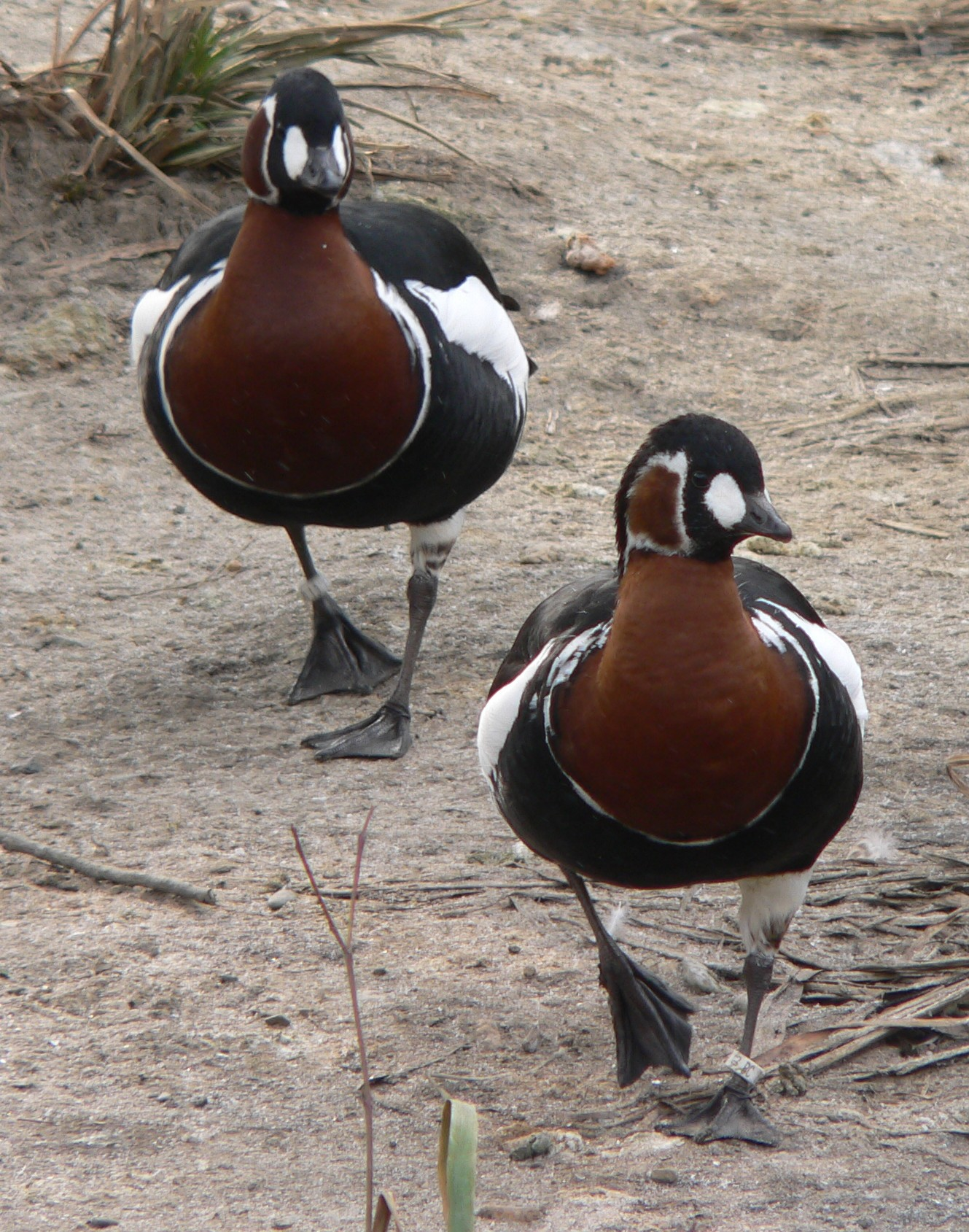
دو عروس‌غاز در باغ‌وحش کلن آلمان